# Клуб Вінкс: Таємниця морської безодні
«Клуб Вінкс: Таємниця морської безодні» (італ. Winx Club: Il mistero degli abissi) — італійський повнометражний мультфільм, який є сюжетним продовженням п'ятого сезону анімаційного серіалу «Клуб Вінкс: Школа чарівниць». Найгірший із трилогії фільмів про «Клуб Винкс» на думку критиків і найкращий з трилогії — на думку цільової аудиторії. На екрани кінотеатрів України фільм вийшов 2 жовтня 2014 року, Італії — 4 вересня, в інших країнах — пізніше.

## Історія Створення
Фільм був створений дуже швидко. У ньому були використані моделі з 5-го сезону мультсеріалу «Школа чарівниць», а деякі сцени взяті прямо з нього. Для надання фільму новизни була використана колекція шкільної форми.

## Сюжет
У мультфільмі йдеться про боротьбу добра і зла. Після ув'язнення Тритануса в Облівіон відьми Трікс намагаються заволодіти Імператорським троном, але випадково будять Політею, німфу Сіренікса, яка була проклята відьмами-прародительками. Політея погоджується на угоду з Трікс. Вона повідомляє відьмам, що вони повинні звільнити Тритануса з Облівіона, а для цього потрібна життєва сила, що належить королю. Трікс згадують про Ская, короля Еракліона і нареченого феї Блум. Вони відправляються в Гарденію, де весь цей час перебувають Блум і Скай. Трікс викрадають короля. Для того, щоб врятувати його, Вінкс повинні застосувати всі свої зусилля. Це пригода розповість, чи зможуть Вінкс перешкодити підступним планам Політеї і чи врятують вони Ская.

## Дати виходу
| Країна    | Назва                     | Дата виходу     |
| --------- | ------------------------- | --------------- |
| Італія    | Il mistero degli abissi   | 4 вересня 2014  |
| Україна   | Таємниця морської безодні | 2 жовтня 2014   |
| Росія     | Тайна морской бездны      | 2 жовтня 2014   |
| Туреччина | Okyanusun Gizemi          | 3 жовтня 2014   |
| Польща    | Tajemnica Morskich Głębin | 4 жовтня 2014   |
| США       | The Mystery of the Abyss  | 10 жовтня 2014  |
| Чехія     | V tajemných hlubinách     | 30 жовтня 2014  |
| Ізраїль   | במעמקי הים הקסום          | 12 грудня 2014  |
| Болгарія  | Мистерия от дълбините     | 26 грудня 2014  |
| Франція   | Le mystère des abysses    | 1 січня 2015    |
| Німеччина | Das Geheimnis des Ozeans  | 20 березня 2015 |
| Греція    | Το μυστήριο του Ωκεανού   | 12 квітня 2015  |
| Фінляндія | Syvyyksien salaisuus      | 8 травня 2015   |

## Цікаві Факти

### Назва фільму
На офіційному сайті Клубу Вінкс були запропоновані назви фільму Вінкс:
- Missione Sirenix (Місія Сіренікс)
- Missione Oceano Infinito (Місія Безкрайній Океан)
- La Magia Degli Abissi (Магія Глибин / Магія Морської Безодні)
- Il Mistero Degli Abissi (Таємниця Глибин / Таємниця Морської Безодні)

### Помилки у фільмі
- Коли Стелла встала у фінальну позу в перетворенні Свреніксу, Муза вимовила своє ім'я і те, що вона — фея музики. Дана помилка йде прямо з англійської дубляжу.[12]
- В одному моменті, у Політеї очі стають чорними, а не червоними.
- Момент конвергенції Блум і Лейли повністю скопійований з 5-го сезону, але в 5-му сезоні в конвергенції була присутня Стелла, чия атака також була у фільмі, хоча Стела на той момент не атакувала разом із Блум і Лейлою.

### Інші Факти
- Безліч сцен з п'ятого сезону було використано у фільмі.
- Гарденія була заново сконструйована, Алфея взято з попередніх фільмів, як і масовка. Палац на Доміно був узятий з першого фільму.